# Dywizja Ochrony
Dywizja Ochrony, Dywizja Ochraniająca, Dywizja Bezpieczeństwa (niem. Sicherungs-Division) – niemiecka jednostka Wehrmachtu w sile dywizji, tworzona na zapleczu frontu wschodniego.
Zadaniem dywizji ochrony była ochrona linii komunikacyjnych (mosty, wiadukty, tory, stacje kolejowe) oraz ważnych obiektów gospodarczych, wydzielanie załóg "punktów oporu" (Stützpunkt) w miejscach ważnych z wojskowego punktu widzenia, tworzenie oddziałów do zwalczania partyzantki (w tym zadaniu dywizje współpracowały z jednostkami SS i policji).

## Literatura
- Grzegorz Motyka - "Ukraińska partyzantka 1942-1960", Warszawa 2006